# 川原舞子
川原 舞子（かわはら まいこ、1989年8月29日 - ）は、競技麻雀のプロ雀士。愛知県出身。
日本プロ麻雀連盟所属、28期生。団体内の段位は四段。
ニックネームは「はらまい」。
2020年、同団体の古橋崇志と入籍。2025年、離婚。

## 獲得タイトル
- 女流桜花 (第15期)
- 女流モンド王座（第21回）

## 出演

### 映画
- 麻雀最強戦 the movie（2022年11月18日公開、マグネタイズ）監督:原澤遊風[1]